# Drosophila bifurca
Espèce
Drosophila bifurca est une espèce d'insectes diptères de la famille des Drosophilidae. 

## Répartition
Cette petite mouche drosophile, originaire des parties arides du Mexique et du Sud-Ouest des États-Unis, pond essentiellement ses œufs dans les fruits d'un genre de cactus (Opuntia, les figuiers de Barbarie), qui servent donc d'habitat et de nourriture à ses larves. 

## Description
Sa principale particularité est de produire les plus grands des spermatozoïdes : ils mesurent 58 mm de long alors que la mouche adulte ne fait que 3 mm. Cette particularité en entraine d'autres : les organes sexuels occupent les trois quarts de l'abdomen et le cycle biologique est nettement plus lent. À 21 °C, il a une durée de vie de 66 jours dont plus de 27 à l'état de larve et 17 pour atteindre la maturité sexuelle. En outre, comme la production d'un spermatozoïde nécessite un effort important, leur nombre est peu élevé (62 en moyenne) et ils ont plus de 80 % de chance de féconder un ovule. Le tractus génital a également une structure particulière qui permet d'individualiser les spermatozoïdes, de les enrouler sous la forme d'un boulet et de les expulser un par un dans le réceptacle de la femelle. La ponte a lieu cinq jours après l'accouplement (contre quelques heures plus tard chez la plupart des drosophiles) et la femelle est alors prête à s'accoupler à nouveau.
Le gigantisme de ces spermatozoïdes est d'un grand intérêt scientifique dans le cadre de l'étude des avantages théoriques de l'anisogamie qui fait qu'en général les gamètes mâles sont beaucoup plus petits et beaucoup plus nombreux que les gamètes femelles.
Ce gigantisme se retrouve dans une moindre mesure dans la moitié des espèces de drosophiles, dont Drosophila hydei (20 mm), chez des notonectes, des scutigères et des ostracodes. En comparaison, chez les vertébrés, le record est détenu par la souris à miel avec seulement 0,356 mm,.

## Systématique
Le nom valide complet (avec auteur) de ce taxon est Drosophila bifurca Patterson (d) & Wheeler (d), 1942.

### Publication originale
- (en) John Thomas Patterson et Marshall Ralph Wheeler, Description of new species of the subgenera Hirtodrosophila and Drosophila, Austin, University of Texas, 1942, 109 p..